# Diocesi di Pinar del Río
La diocesi di Pinar del Río (in latino Dioecesis Pinetensis ad Flumen) è una sede della Chiesa cattolica a Cuba suffraganea dell'arcidiocesi di San Cristóbal de la Habana. Nel 2021 contava 814.260 battezzati su 870.590 abitanti. È retta dal vescovo Juan de Dios Hernández Ruiz, S.I.

## Territorio
La diocesi comprende il territorio della provincia di Pinar del Río e i comuni di Bahía Honda, San Cristóbal, Candelaria, Artemisa, Guanajay e Mariel, nella parte più occidentale della provincia di Artemisa.
Sede vescovile è la città di Pinar del Río, dove si trova la cattedrale di San Rosendo.
Il territorio si estende su 13.500 km² ed è suddiviso in 26 parrocchie.

## Storia
La diocesi di Pinar del Río è stata eretta il 20 febbraio 1903 con la bolla Actum praeclare di papa Leone XIII, ricavandone il territorio dalla diocesi di San Cristóbal de La Habana (oggi arcidiocesi). Originariamente era suffraganea dell'arcidiocesi di Santiago di Cuba.
L'11 dicembre 1914 la chiesa parrocchiale di San Rosendo, patrono della diocesi, fu consacrata cattedrale.
Il 6 gennaio 1925 la diocesi è entrata a far parte della provincia ecclesiastica di San Cristóbal de la Habana.

## Cronotassi dei vescovi
Si omettono i periodi di sede vacante non superiori ai 2 anni o non storicamente accertati.
- Braulio Orúe Vivanco † (20 febbraio 1903 - 21 ottobre 1904 deceduto)
  - Sede vacante (1904-1907)
- José Manuel Dámaso Rúiz y Rodríguez † (18 aprile 1907 - 30 marzo 1925 nominato arcivescovo di San Cristóbal de la Habana)
  - Sede vacante (1925-1941)
- Evelio Díaz y Cía † (26 dicembre 1941 - 21 marzo 1959 nominato vescovo ausiliare di San Cristóbal de la Habana[2])
- Manuel Pedro (Antonio) Rodríguez Rozas † (16 gennaio 1960 - 4 dicembre 1978 dimesso)
- Jaime Lucas Ortega y Alamino † (4 dicembre 1978 - 21 novembre 1981 nominato arcivescovo di San Cristóbal de la Habana)
- José Siro González Bacallao † (30 marzo 1982 - 13 dicembre 2006 ritirato)
- Jorge Enrique Serpa Pérez (13 dicembre 2006 - 5 giugno 2019 ritirato)
- Juan de Dios Hernández Ruiz, S.I., dal 5 giugno 2019

## Statistiche
La diocesi nel 2021 su una popolazione di 870.590 persone contava 814.260 battezzati, corrispondenti al 93,5% del totale.
| anno | popolazione | popolazione | popolazione | presbiteri | presbiteri | presbiteri | presbiteri                | diaconi | religiosi | religiosi | parrocchie |
| anno | battezzati  | totale      | %           | numero     | secolari   | regolari   | battezzati per presbitero | diaconi | uomini    | donne     | parrocchie |
| ---- | ----------- | ----------- | ----------- | ---------- | ---------- | ---------- | ------------------------- | ------- | --------- | --------- | ---------- |
| 1949 | 400.000     | 410.000     | 97,6        | 25         | 15         | 10         | 16.000                    |         | 13        | 74        | 27         |
| 1965 | 460.000     | 538.000     | 85,5        | 14         | 9          | 5          | 32.857                    |         |           | 4         | 27         |
| 1970 | 460.000     | 560.000     | 82,1        | 12         | 8          | 4          | 38.333                    |         | 4         | 4         | 27         |
| 1976 | 502.000     | 655.477     | 76,6        | 11         | 8          | 3          | 45.636                    |         | 3         | 2         | 27         |
| 1980 | 486.962     | 688.000     | 70,8        | 13         | 9          | 4          | 37.458                    |         | 4         | 5         | 21         |
| 1990 | 418.000     | 870.000     | 48,0        | 18         | 15         | 3          | 23.222                    |         | 3         | 16        | 21         |
| 1999 | 426.000     | 877.160     | 48,6        | 18         | 16         | 2          | 23.666                    |         | 2         | 32        | 25         |
| 2000 | 426.000     | 900.000     | 47,3        | 19         | 17         | 2          | 22.421                    |         | 2         | 36        | 25         |
| 2001 | 428.000     | 900.000     | 47,6        | 19         | 17         | 2          | 22.526                    |         | 2         | 35        | 25         |
| 2002 | 430.000     | 900.000     | 47,8        | 19         | 10         | 9          | 22.631                    |         | 9         | 35        | 25         |
| 2003 | 430.000     | 900.000     | 47,8        | 28         | 19         | 9          | 15.357                    |         | 9         | 35        | 25         |
| 2004 | 430.000     | 1.000.000   | 43,0        | 19         | 18         | 1          | 22.631                    |         | 1         | 35        | 25         |
| 2013 | 814.200     | 1.005.000   | 81,0        | 22         | 16         | 6          | 37.009                    | 4       | 7         | 26        | 25         |
| 2016 | 816.929     | 873.490     | 93,5        | 26         | 21         | 5          | 31.420                    | 4       | 6         | 26        | 25         |
| 2019 | 816.220     | 872.700     | 93,5        | 19         | 16         | 3          | 42.958                    | 7       | 5         | 19        | 26         |
| 2021 | 814.260     | 870.590     | 93,5        | 20         | 16         | 4          | 40.713                    | 7       | 6         | 17        | 26         |